# مركز التكنولوجيا الريفية المناسب
مركز التكنولوجيا الريفية المناسب على مشروع المجتمع المحلي للتنمية المستدامة الواقع في شرق كيب بجنوب أفريقيا. وهي تعمل كمركز للمعرفة العملية في قلب قرية سكا مبيني، وهي قرية ريفية بالقرب من بورت سانت جونز.

## الخلفية
وتعتبر منطقة الكاب الشرقية أفقر منطقة في جنوب أفريقيا وقد عانت لسنوات عديدة من فقدان هائل للمهارات  بسبب هجرة العمال إلى المدن الكبيرة الباحثين عن عمل.ودائما ما يجد هؤلاء المهاجرون أنفسهم في البلدة (جنوب أفريقيا) المكتظة أصلا، مما يعقد ثقافة الأحياء الفقيرة اليائسة في جنوب أفريقيا. وبناء على خبرتها التي دامت 15 عاما في عدة بلدان أفريقية وبناء مجتمعات مشردة، أنشئت CARTبوصفها مركزا لمكافحة الفقر على نطاق أوسع على الصعيد العالمي.
ويهدف مركز التكنولوجيا الريفية المناسب إلى تزويد السكان المحليين بالمهارات والتكنولوجيا اللازمة للعيش بطريقة مستدامة دون الحاجة إلى البحث عن عمل خارج قراهم، مما يسمح للمهاجرين بالعودة إلى بلدهم الأصلي.

## الأهداف
والهدف الرئيسي من مركز التكنولوجيا الريفية المناسب هو استكمال نموذج الاكتفاء الذاتي، الذي يشكل مركز القرية المحيطة التي تضم أكثر من أربعمائة أسرة.ويتم تعليم التكنولوجيا التي تم تطويرها هنا وتنفيذها داخل المجتمع المحلي من أجل إنتاج قرية مستدامة تماما.
تضمن مركز التكنولوجيا الريفية المناسب امكانية تكرار أي تكنولوجيا في بيئات ريفية أخرى مما يتيح لهذه القرية المستدامة أن تصبح نموذجًا حيًا للمجتمعات الأخرى في جميع أنحاء جنوب إفريقيا والعالم..
ويقوم مركز التكنولوجيا الريفية المناسب بتنفيذ العديد من المبادرات الأخرى، بما في ذلك التقنيات الزراعية المبتكرة، لتوفير التخصيب التغذي الذي تشتد الحاجة إليه، فضلا عن مجموعة دعم فيروس نقص المناعة البشرية التي توفر الشفاء الغذائي والجسدي والروحاني.

## التكنولوجيات
وأحد الأهداف الرئيسية للمركز هو اختبار وتنفيذ التكنولوجيات التي يمكن استخدامها على نحو مستدام في المناطق الريفية.
ويشمل ذلك أنظمة فعالة للمياه والنفايات والطاقة والبناء.
يمكن تركيب الأسرة المرتفعة المزودة بالتهوية في أي مكان، ولكنها مثالية للمناطق التي تحتوي على محتوى عال من الطين في هيكل التربة.  على الرغم من أن التربة الغنية بالصلصال تعد مثالية لتخزين المواد المغذية في التربة، إلا أنها قد تحتفظ أيضا بكمية كبيرة جدا من الماء.
يسمح تصميم الهيكل المرتفع بتصريف أفضل، ويقلل من مخاطر تعفن الجذور، ويسمح للجذور الخضراوات (الجزر، الشجر، البصل، إلخ) بأن تصبح أكبر بكثير مما هي عليه عندما يتم زرعها في التربة.  وييسر الشكل الفريد للهيكل أيضا رصد الخصوبة، كما تتحسن منطقة الزراعة عموما تحسنا كبيرا.
تبدو الحديقة ككومة من السماد مع مادة خضراء موضوعة في أسفل المبنى، والتي تتكون من أطوال أعمدة رقيق
المواد المحللة (رقائق الخشب، الأوراق، وما إلى ذلك) تكون فوق المادة الخضراء، يليها مزيج من التربة والسماد.
يتم زرع الشتلات وزرع على سطح السرير بينما يتم زرع الأعشاب على الجوانب، مما يخلق شبكة من الجذور الصلبة التي تساعد على احتواء التربة في بنية الحديقة.

## آلة قرميد
ضغطة الميكانيكية التي يتم تشغيلها يدويا إلى تكون الطوب المثبت.  وتستخدم التربة المبنية على طين والممزوجة بالأسمنت بنسبة 5 في المائة لتشكيل قاعدة الطوب.

## السدود
مشاكل إدارة المياه تعني أن محصولا واحدا فقط يزرع سنويا.  وفي بعض الأحيان، لا يكون للمجتمع سوى خيار ضئيل سوى شرب المياه من الأنهار الملوثة.
ويهدف المشروع إلى تحسين هذه الحالة باستخدام تقنيات زراعة أكثر كفاءة على مدار السنة.

## النفايات الأكثر وحلا
ومن أكثر المشاكل شيوعا التي تواجه المجتمعات الريفية في جميع أنحاء العالم التخلص من النفايات.
فالتخلص غير السليم من النفايات الحيوانية والبشرية يمكن أن يؤدي إلى تسمم المجاري المائية، مما يجعل الأرض غير قابلة للاستخدام ويتسبب في العديد من الأمراض الفتاكة مثل الكوليرا والتيفود والخناق
المركز احتاج طريق ليس فحسب أن يتخلص من نفاياته، غير أن أيضا أن يجد طريق أن يجعل هو. مفيد
بعد كثير بحث، قررت هو كان أن [بيديجستر] استطاع زودت حل إلى هذا مشكلة.
غير أنه لا يوجد نموذج قابل للاستنساخ بتكلفة أقل في المناطق الريفية. لهذا السبب أنشأت CARTالتسوق واحدة. وقد بلغت تكلفة الدراسات البيولوجية التقليدية حوالي 30000 دولار، بينما بلغت تكلفة الدراسات البيولوجية CARTحوالي 500 دولار.التصميم البسيط يتكون من 7 MX 1.5 m الثقب الذي يوضع فيه كيس أسود أسطواني معزز بكلوريد بولي كلوريد (PVC).
في أحد الطرفين «القابس» في أسفل الحقيبة، خرطوم من الكتلة الصحية يحمل جميع النفايات البشرية في الحقيبة ومصيدة لنفايات الحيوانات والمطبخ.  يوجد أنبوبان للمخرج عند الطرف الآخر من الحقيبة، أحدهما في الأعلى لإزالة الغاز، والآخر عند 1/3 من ارتفاع إزالة السائل.
يتضمن التصميم ألوانا سوداء لجذب الحرارة الشمسية لتسريع التحلل.
يعتبر موقع أنبوب المنفذ مهما لأنه من الضروري الحفاظ على 1/3 من السوائل: 2/3 من الغازات.
ونظرا للطبيعة الهرمية للكيس، فإن كل هذه النفايات تبدأ في التحلل، والإفراج اللاهوائي عن الميثان والماء والحمأة مع التخلص من مسببات الأمراض الضارة مثل الإشريكية القولونية.  يتم تحرير الميثان وتسويته باستخدام الصمام الموجود أعلى منفذ الحقيبة.
يمكن استخدام هذا الغاز للطهي والإضاءة والتدفئة (على الرغم من أن العربة تنوي حاليا استخدام الغاز فقط للطهي
ويتم تحرير الماء من خلال أنبوب المنفذ، الذي يعرف باسم «الماء الغني بالمغذيات» أو «الأسود». أقل من 10% من المنتجات صلبة ولذلك يجب إزالتها فقط من الحقيبة كل بضع سنوات.
ويمكن استخدام هذه المواد الصلبة كأسمدة عالية المغذيات لأشجار الفاكهة أو النباتات عندما لا يلامس الأسمدة المحصول مباشرة.
المياه السوداء مختلطة مع المياه الرمادية، مثل الدش أو مياه الغسل (تستخدم عربة NB المواد العضوية فقط، القابلة للتحلل البيولوجي.) غسل منتوجات أن يضمن أن ما من سمينات قدمت داخل الدورة.) هذا ماء ينقى على رمل وفحم ويستعمل لري من خضروات حدائق.
يتم جمع المياه الزائدة، بالإضافة إلى الجريان السطحي من الحدائق، في السد، حيث يمكن استخدامها لري الحدائق خلال الموسم الجاف أو المفلتر، مما يجعل الشرب آمنا

## الحدائق الداخلية
الحديقة الداخلية هي تصميم مفاهيمي لحديقة صغيرة ومحمولة يمكن وضعها في كل مساحة معيشة تقريبا.
ومن الناحية المثالية، ستوضع الحديقة تحت نافذة مواجهة للجنوب (في نصف الكرة الأرضية الشمالي) وستوفر ما يكفي من الغذاء لدعم الأسرة.